# Atylomyia chinensis
Atylomyia chinensis là một loài ruồi trong họ Tachinidae.